# Methanocaldococcus jannaschii
Methanocaldococcus jannaschii (antiguamente Methanococcus jannaschii) es una arquea metanógena y termofílica  de la clase Methanococci. Es la especie tipo de su género. Fue la primera arquea en tener su genoma completo secuenciado. El resultado del proceso de secuenciación ha posibilitado identificar muchos genes únicos para las arqueas. Muchas de las vías de síntesis para cofactores metanogénicos fueron dilucidadas bioquímicamente en este organismo, al igual que otras vías metabólicas específicas de arqueas.

## Historia
Methanocaldococcus jannaschii fue aislada en una fuente hidrotermal submarina en la Woods Hole Oceanographic Institution.

## Secuenciación
El genoma de Methanocaldococcus jannaschii fue secuenciado por un grupo en el J. Craig Venter Institute dirigido por Craig Venter utilizando la técnica de secuenciación aleatoria (shotgun sequencing). Según Venter, las características únicas del genoma proporcionan una fuerte evidencia de que hay tres dominios de la vida.

## Taxonomía
Methanocaldoccus jannaschii es un miembro del género Methanocaldococcus (antiguamente parte de Methanococcus) y por lo tanto, se lo suele denominar como un metanogeno "clase I"  (e.g. ).

## Biología y bioquímica
Methanocaldococcus jannaschii es termófilo y metanógeno. Crece por la producción de metano como subproducto metabólico. Sólo es capaz de crecer en presencia de dióxido de carbono e hidrógeno como fuentes de energía primaria, a diferencia de muchos otros Methanococci, como Methanococcus maripalidus, que también puede utilizar formiato. El genoma incluye muchas hidrogenasas, como 5,10-hidrogenasa meteniltetrahidromethanopterin, un hidrogenasa ferredoxina (eha), y un coenzima F420 hidrogenasa.
Estudios proteómicos demostraron que M. jannaschii contiene una cantidad de inteínas considerable (19 fueron descubiertos por solamente un trabajo).
Muchas vías metabólicas antes desconocidas se han dilucidado en M. jannaschii, incluyendo las vías para la síntesis de muchos cofactores metanogénicos, riboflavina, y nuevas vías de síntesis de aminoácidos.[cita requerida] Muchas vías de procesamiento de información también se han estudiado en este organismo, tales como una familia de polimerasa de ADN específica de las arqueas.

## Otras lecturas
- Gao, Yongxiang (noviembre de 2013). «Crystallization and preliminary X-ray diffraction analysis of MJ0458, an adenylate kinase from Methanocaldococcus jannaschii.». Acta Crystallographica Section F: 1272-1274. PMID 24192367. doi:10.1107/S1744309113026638.
- Wang, Yu; Xu, Huimin; White, Robert H. (agosto de 2014). «Beta-alanine biosynthesis in Methanocaldococcus jannaschii.». American Society for Microbiology 196: 2869-2875. doi:10.1128/JB.01784-14.
- Allen, Kyle D.; Xu, Huimin; White, Robert H. (septiembre de 2014). «Identification of a unique radical S-adenosylmethionine methylase likely involved in methanopterin biosynthesis in Methanocaldococcus jannaschii.». Journal of Bacteriology 196 (18): 3315-3323. doi:10.1128/JB.01903-14.
- Lee, Eun Hye; Lee, Kitaik; Hwang, Kwang Yeon (13 de diciembre de 2013). Structural characterization and comparison of the large subunits of IPM isomerase and homoaconitase from Methanococcus jannaschii. 70 (4). pp. 922-931. doi:10.1107/S1399004713033762.